# Челль Самуельссон
Челль Самуельссон (швед. Kjell Samuelsson; 18 жовтня 1958, м. Тінсгрюд, Швеція) — шведський хокеїст, захисник. 
Вихованець хокейної школи ХК «Тінсгрюд». Виступав за ХК «Тінсгрюд», ХК «Лександс», «Нью-Йорк Рейнджерс», «Біст-ов-Нью-Гевен» (АХЛ), «Філадельфія Флайєрс»,  «Піттсбург Пінгвінс», «Тампа-Бей Лайтнінг», ФЕУ «Фельдкірх».
В чемпіонатах НХЛ — 813 матчів (47+138), у турнірах Кубка Стенлі — 123 матчів (4+20). В чемпіонатах Швеції — 71 матч (15+11).
У складі національної збірної Швеції учасник чемпіонату світу 1991 (10 матчів, 2+2), учасник Кубка Канади 1991 (6 матчів, 1+0).
Досягнення
- Чемпіон світу (1991)
- Володар Кубка Стенлі (1992)
- Учасник матчу всіх зірок НХЛ (1988).